# Frontière entre les Kiribati et la Nouvelle-Zélande
La frontière entre les Kiribati et la Nouvelle-Zélande est intégralement maritime dans l'océan Pacifique et elles composées de deux segments
- le premier sépare les Îles de la Ligne des Îles Cook (895 km)
- le deuxième sépare les Îles Phœnix de Tokelau (798 km)

## Îles Cook - Îles de la Ligne
Le traité est composé de 14 points
- Point 1 : 5° 47′ 28,32″ S, 159° 17′ 29,32″ O
- Point 2 : 5° 48′ 01,82″ S, 159° 16′ 32,84″ O
- Point 3 : 6° 22′ 39,85″ S, 158° 23′ 04,76″ O
- Point 4 : 6° 33′ 39,85″ S, 158° 06′ 03,28″ O
- Point 5 : 6° 50′ 09,53″ S, 157° 39′ 52,88″ O
- Point 6 : 7° 02′ 49,11″ S, 157° 19′ 34,08″ O
- Point 7 : 7° 22′ 48,32″ S, 156° 46′ 32,03″ O
- Point 8 : 7° 55′ 05,21″ S, 155° 54′ 35,54″ O
- Point 9 : 8° 30′ 30,12″ S, 154° 54′ 17,69″ O (Croisement des segments)
- Point 10 : 9° 13′ 35,41″ S, 155° 02′ 23,87″ O
- Point 11 : 9° 50′ 40,75″ S, 155° 09′ 23,35″ O
- Point 12 : 11° 00′ 19,63″ S, 155° 22′ 34,06″ O
- Point 13 : 11° 21′ 34,89″ S, 155° 26′ 22,91″ O
- Point 14 : 11° 22′ 36,36″ S, 155° 26′ 34,31″ O

## Tokelau - Îles Phoenix
Le traité est composé de 5 points
- Point 1 : 7° 47′ 05,58″ S, 175° 47′ 52,75″ O
- Point 2 : 6° 27′ 59,14″ S, 173° 13′ 09,15″ O
- Point 3 : 6° 35′ 52,13″ S, 171° 33′ 07,73″ O
- Point 4 : 6° 53′ 36,29″ S, 170° 34′ 15,37″ O
- Point 5 : 6° 52′ 53,31″ S, 168° 54′ 33,51″ O